# Værelse 101 (1984)
Værelse 101 optræder i George Orwells roman 1984

## Værelse 101 i1984
"Du spurgte mig engang, hvad der var i værelse 101," sagde O'Brien. "Jeg svarede dig, at det vidste du allerede. Det ved alle. Det, der er i værelse 101, er det værste i verden."
Værelse 101 er et torturkammer, hvor fangen oplever sit værste mareridt. Så stor er statens viden og magt i det totalitære samfund i 1984, at myndighederne kender til borgernes mareridt. Hovedpersonen Winston Smiths mareridt er at få sit ansigt gnavet bort af rotter – og det er derfor det, han trues med. Han redder sig selv ved at tigge om, at det skal ske for hans elskede Julia i stedet. Torturen, og hvad Winston gør for at undslippe, er det, der i sidste ende fuldstændigt ødelægger alle følelser mellem ham og Julia og samtidig ødelægger deres ungdommelige idealisme og drømme om fremtiden. Det skal bemærkes, at bogen ikke kommer ind på, om Julia rent faktisk bliver udsat for rottetorturen (selvom det stærkt antydes, at hun bliver udsat for sit eget værste mareridt), og hensigten med at true Winston med rotterne har sandsynligvis ikke været at gennemføre torturen men at få ham til at forråde den eneste person, han elsker og på den måde nedbryde hans viljestyrke.

## Baggrund
Værelse 101 er muligvis opkaldt efter et konferencelokale i BBC Broadcasting House, hvor Orwell ofte sad under kedsommelige møder, og det er muligt, at Orwells arbejde for BBC under 2. verdenskrig til dels har været inspirationen til MInisteriet for Sandhed. 
Det er også blevet hævdet, at Orwells værelse 101 blev inspireret af Kontor 101 i Senate House-biblioteket i London. Senate House er en stor og truende bygning og har måske været forbillede for Ministeriet for Kærlighed.

## Anden brug af betegnelsen
- Værelse 101 bruges ofte i populærkulturen på samme måde som 13. etage til at skabe en truende stemning i forb. med et ellers almindeligt værelse. For eksempel bor Neo i filmen The Matrix i værelse 101.
- Beatrix Kiddo, bruden i filmen Kill Bill, møder Bill og sin (indtil da ukendte) datter i Bills hotelsuite, der har nummeret 101.
- I 2005-udgaven af den engelske version af reality-showet Big Brother skal en af beboerne ind i værelse 101 for at udføre div. kedelige og ulækre opgaver, bl.a. at sortere forskelligfarvede mider.
- I filmen Et smukt sind (originaltitel A Beautiful Mind) arbejder hovedpersonen John Forbes Nash (spillet Russell Crowe) med hemmelige koder i værelse 101. Første gang han møder den karakter, der spilles af Ed Harris, siger han: "Hvem er ham Store Broder derovre?"

Denne artikel er en oversættelse af artiklen Room 101 på den engelske Wikipedia. Oversættelsen tager i sin sprogbrug desuden udgangspunkt i den danske udgave af 1984 (Gyldendals Tranebøger 1973), oversat af Paul Monrad.